# Staro Gracko
Staro Gracko (albanski: Gracka) je naselje u općini Lipljan u središnjem dijelu Kosova južno od Prištine.

## Stanovnštvo
Prema popisu stanovništva 1999. godine naselje je imalo 405 stanovnika. Stanovništvo je bilo većinsko srpsko - crnogorsko (80%), a ima i Albanaca, potomaka osnivača naselja.